# Karl-Heinz Heddergott
Karl-Heinz Heddergott (* 27. August 1926 in Düsseldorf; † 27. Mai 2021) war ein deutscher Fußballtrainer und Verfasser von Fachliteratur. Der aus dem Düsseldorfer Stadtteil Flehe stammende Rheinländer wohnte in Hennef-Geistingen und war Jahrzehnte als Verbands-, DFB- und Bundesligatrainer tätig.

## Werdegang

### Jugend, Krieg und Ausbildung
Heddergott verbrachte seine Jugend in Düsseldorf-Unterbilk und besuchte im nahen Stadtteil Flehe die Volksschule. Danach ging er auf das Düsseldorfer Lessinggymnasium, wo er aber eine unbefriedigende Zeit durch die Umstände des Zweiten Weltkriegs erlebte. Es gab andauernd Unterbrechungen: Erst wurden die Schüler zehn Wochen zum Reichsarbeitsdienst nach Straelen am Niederrhein eingezogen, dann ging es wieder zurück in die Schule. Kurze Zeit später wurden sie zu Luftwaffenhelfern gemacht. Noch vor dem 18. Geburtstag erfolgte die Einberufung zur Wehrmacht mit militärischer Ausbildung in Wuppertal und dann war es mit der Schule erst einmal vorbei. Sportlich hatte er auf den Straßen mit Fußball, Schlagball und Faustball begonnen. Später betrieb er Leichtathletik und wurde ein guter Sprinter; als solcher nahm er 1943 sogar an den deutschen Jugendmeisterschaften in Breslau teil. Ab 1940 spielte er als Außen- und Halbstürmer bei „Bilk 13“ Fußball und kehrte nach dem Krieg noch für eine Saison dorthin zurück.
Als Heeressoldat überlebte Heddergott im September 1944 die Schlacht um Arnheim. Im Oktober 1944 geriet er in Belgien in englische Kriegsgefangenschaft, und über die Stationen Caen (Frankreich) sowie erneut Belgien (Scheldemündung) verlegte man ihn in ein Gefangenenlager nach Menden im Sauerland. Auf abenteuerliche Weise gelang ihm die Flucht aus dem Lager, woraus er nach Wuppertal zu einem früheren Militärkameraden in ein kleines Häuschen in der Nähe des Toelleturms in Barmen flüchtete.
Nach Ende des Krieges setzte er seine schulische Laufbahn fort und machte auf dem Neuhumanistischen Gymnasium im März 1947 das „richtige“ Abitur, nachdem er während der NS-Zeit nur ein sogenanntes „Not-Abitur“ absolviert hatte.
Heddergott studierte von 1948 bis 1951 an der Deutschen Sporthochschule Köln und zur gleichen Zeit an der Universität Englisch und Geografie; er wohnte in dieser Zeit in Köln-Müngersdorf. Im Rahmen des Sportstudiums absolvierte er zwischen November 1949 und Juli 1950 einen Fußball-Lehrer-Lehrgang unter der Leitung von Bundestrainer Sepp Herberger. Dies war der dritte zentrale Lehrgang 1949/50. Lehrgangskollegen waren u. a. Fritz Herkenrath, Helmuth Johannsen, Julius Ludorf, Radoslav Momirski, Hans Rohde, Rudi Schlott, Paul Schneider, Richard Schneider, Horst Stürze.
Auf Vermittlung von Sepp Herberger arbeitete Heddergott ab August 1950 als Verbandssportlehrer für den Fußballverband Rheinland in Koblenz und bezog eine Wohnung in Oberwesel.

### Trainer-Stationen
- 1950–1954: Fußballverband Rheinland
- 1954–1956: Westdeutscher Fußballverband, in Westfalen
- 1956: Ein halbes Jahr Assistent von Bundestrainer Herberger
- 1956–1967: Fußball-Verband Mittelrhein
- 1967 bis zum 17. April 1980: DFB
- 16. April bis 13. Oktober 1980: Bundesligatrainer beim 1. FC Köln
- anschließend verschiedene Stationen im Ausland

u. a.:Technischer Direktor der US-Nationalmannschaft,
Nationaltrainer Oman

### Verbands- und DFB-Trainer
Beim Fußball-Verband Mittelrhein war er verantwortlich für die gesamte Lehrarbeit und gewann in den Jahren 1960 (mit Spielern wie Toni Regh, Gero Bisanz, Karl-Heinz Thielen, Karl-Heinz Ripkens, Willi Bergstein, Alfred Glenski und Willibert Kremer) und 1964 (mit Spielern wie Karl Lambertin, Bernd Gerstner, Klaus Ackermann) mit der Amateurauswahl den Länderpokal.
Am 1. April 1967 begann Heddergott seine Tätigkeit beim DFB, wo er 13 Jahre lang als Ausbildungsleiter für das Lehrwesen verantwortlich war. Er betreute die Fußball-Lehrer-Lehrgänge an der Kölner Sporthochschule ebenso wie die A-Schein-Lehrgänge an der Sportschule Hennef und war daneben noch für die deutsche Schülerauswahl und die methodische Ausrichtung im Schulfußball verantwortlich.
In der Fachzeitschrift „Der Fußball Trainer“, Heft 11, Jahrgang 1975, Seite 7, wird zu DFB-Lehrgängen in der Sportschule Hennef des Fußball-Verbandes Mittelrhein ausgeführt:
„In jedem Jahr führt der DFB 4 A-Lizenz-Lehrgänge in Hennef durch, die unter der Leitung von Karl-Heinz Heddergott stehen. DFB-Sportlehrer Heddergott geht völlig in seiner Tätigkeit auf, und wenn viele Aktive aus dem Bereich des bezahlten Fußballs sagen, dass sie in ihrer bisherigen Laufbahn niemals so lehrreich und spielbezogen trainiert haben, so spricht das sehr deutlich für die Arbeit des ehemaligen FVM-Sportlehrers.“
Schon 1963 wurde er in den Lehrstab des Weltfußballverbandes berufen und stellte sein Wissen stets auch ausländischen Fußball-Verbänden zur Verfügung. An der Sportschule Hennef führte Heddergott Lehrgänge in französischer und englischer Sprache ein. Heddergott war weiterhin ein geschätzter Referent, insbesondere im Ausland, was ihm innerhalb des DFB nicht wenige Neider einbrachte.
Er war selbstverständlich intensiv bei den Kongressen des Bundes Deutscher Fußball-Lehrer (BDFL) und bei den Verbandstrainer-Seminaren, zumeist federführend in Theorie und Praxis, eingebunden.

## Lehrbuch „Neue Fußball-Lehre“
Mit der Verfassung dieses revolutionierenden Werkes Mitte der 1970er-Jahre hat sich Heddergott auch international einen achtungsvollen Namen in der Lehre des Fußball-Spiels gemacht. Jahrzehnte prägte er das Gedankengut und die spielerischen Trainingsmittel vor allem im qualitativen Jugendtraining. Sein überragender Grundgedanke der „spiel- und wettkampfgerechten“ Übungsweise, weg von abstrakten, konstruierten Übungsschablonen, weg von sturem und freudlosem Drillen, hin zum Spiel hat verkrustete Strukturen zur Seite geschoben. Spielfreude muss schon im Lernvorgang wie im Training Antrieb sein, damit Aufgeschlossenheit und breites Mitmachen einen schnellen Lehr- und Lernerfolg garantieren.
Das Buch zeigte neue Wege zum guten Fußballspiel. Es orientierte sich am Spieler und am Wesen des Spiels. Der „spielende“ Mensch stand im Mittelpunkt.

## Bundesliga-Trainer beim 1. FC Köln
„Meistertrainer“ Hennes Weisweiler verließ nach fünf Bundesliga-Partien ohne Sieg am 15. April 1980 den 1. FC Köln. Vorangegangen war drei Tage vorher, am 28. Spieltag, die 0:1-Niederlage bei Hertha BSC nach einem Eigentor von Bernd Schuster in der 73. Spielminute. Die „Geißböcke“ standen auf dem 4. Platz mit 32:24 Punkten und hatten den unmittelbaren Kontakt zu den Spitzenreitern Hamburger SV und FC Bayern München – mit jeweils 40:16 Punkten – verloren. Der schon geraume Zeit vor sich hin schwelende Konflikt mit Präsident Peter Weiand, Teilen der Mannschaft und der Kölner Medienlandschaft veranlasste daraufhin Weisweiler, das geraume Zeit schon vorliegende, fürstlich belohnte Angebot, von Cosmos New York anzunehmen und die Zelte in Deutschland abzubrechen. Das war eine bedeutende Meldung für die Medien und wurde für den Fußball als Verlust aufgefasst; dass allerdings mit dem DFB-Trainer Karl-Heinz Heddergott als Nachfolger eine sofortige Lösung bereitstand, übertraf sogar das Medien-Echo auf die Weisweiler-Demission.
Das erste Spiel für den neuen Bundesliga-Trainer stand am 26. April beim 1. FC Kaiserslautern auf dem Betzenberg an. Jetzt konnten die Spieler zeigen, dass sie nach der „Befreiung“ von der leistungsbehindernden Autorität Weisweilers zu neuer Spielfreude fähig wären, gefördert noch durch die kommunikative Gabe des neuen Mannes am Regie-Pult. Aber es ging kein Ruck durch die Mannschaft, es folgte stattdessen eine 0:2-Niederlage.
Entscheidender war das 1:2 im DFB-Pokal-Endspiel am 4. Juni 1980 gegen Fortuna Düsseldorf. Nach dem 2:0-Auswärtserfolg bei Schalke 04 im Halbfinale am 10. Mai durch Treffer von Pierre Littbarski und Tony Woodcock kehrten zunächst neuer Mut und Zuversicht in die Domstadt ein, woraufhin man auf den Neubeginn in der Runde 1980/81 setzte. Personell wurde der gute Kader noch mit dem Spanien-Heimkehrer Rainer Bonhof sowie dem Schweizer Nationalspieler René Botteron verstärkt. Doch in der Mannschaft befanden sich auch ohne die zwei Neuzugänge weitere Internationale: Schumacher, Cullmann, Konopka, Zimmermann, Schuster, Neumann, Dieter Müller, und Okudera.
Der kicker schrieb in seinem Sonderheft zur Saison 1980/81 über die Situation beim 1. FC Köln:
„‚Eine Zäsur kündigt sich an. Endgültiges Ende der Weisweiler-Ära, Neuanfang bei Null!‘
Keineswegs in Frage gestellt, wie eine seit geraumer Zeit im Schwabenland beliebte Formulierung lautet, ist Trainer Heddergott. Der Spätberufene im Bundesligageschäft, der den an seinen letzten Arbeitstagen phlegmatischen und nur noch ‚cosmo(s)politisch denkenden‘ Hennes Weisweiler ablöste, sitzt felsenfest im Sattel. Heddergott steht allerdings auch vor der großen Bewährungsprobe. Der sich verwegen ins Profiabenteuer stürzende ehemalige DFB-Trainer, nach Weisweilers frühzeitiger Abdankung bei seinem ‚Aushilfsjob‘ in der abgelaufenen Spielzeit noch nicht zur Rechenschaft gezogen, steht nun in der Verantwortung. Die neue Geißbock-Elf muss seine Handschrift tragen. Daran wird er gemessen. Köln hat Könner zuhauf. Diese zu einem Team zusammen bringen, das anzuknüpfen vermag an das Double-Jahr von 1978, ist Heddergotts Auftrag. Eine Aufgabe, die es in sich hat.“
Die Saison begann jedoch schlecht. Bereits nach fünf Spielen überwarf sich Jungstar Schuster mit Heddergott und wechselte einige Wochen später zum FC Barcelona. Nach dem 8. Spieltag kam das Ende für Heddergott. Mit 7:9 Punkten und 15:18 Toren auf dem 12. Platz stehend, war für ihn die Bundesligatrainertätigkeit beim 1. FC Köln beendet. Die Profis konnten mit dem „Schöngeist“ und vor allem als „Theoretiker“ geschmähten Heddergott nichts anfangen, benutzten ihn sogar als Ausrede für ihre ungenügenden Leistungen und verbalen Entgleisungen. Für ein Spiel saß Torwart- und Konditionstrainer Rolf Herings auf der Bank des 1. FC und kassierte eine 1:5-Niederlage in Kaiserslautern. Danach übernahm Rinus Michels, der frühere Erfolgstrainer von Ajax Amsterdam, das Team.
Die Bundesligatätigkeit von Karl-Heinz Heddergott war damit beendet.

## Ausklang als Trainer im Ausland
Nach dem Ende seiner Trainertätigkeit beim 1. FC Köln folgten für Heddergott noch zwölf Jahre als Fußballlehrer im Ausland. Zunächst führte sein Weg nach Ägypten, wo er im Auftrag des Westdeutschen Fußballverbandes Trainer ausbildete. Dem folgten vom Januar 1983 mehr als drei Jahre als Sportdirektor beim Fußballverband der USA, wo er wiederum in der Trainerausbildung wertvolle Pionierarbeit leistete. Danach schloss sich von Januar 1987 bis März 1990 die Zeit als National- und Verbandstrainer des Oman an. Letzte Station waren die Vereinigten Arabischen Emirate, wo er ebenfalls als Verbandssportlehrer aktiv war.
Er hat in allen Kulturen Fußball gelehrt und durch das Spiel die Welt kennen gelernt. Das war eine unglaubliche Erfahrung für den langjährigen DFB-Trainer.
Im Oktober 1992 setzte er sich zur Ruhe. Einige Jahre spielte er noch Fußball in einer Altherrenmannschaft der Sportschule Duisburg-Wedau. Über viele Jahre war er Mitglied im Hennefer Kegelklub „Ehrbare Schieber“.
Er nahm noch im Jahre 2012 im Alter von 86 Jahren an der Jahrestagung des Bundes Deutscher Fußballlehrer in Augsburg teil. Sechs Jahre zuvor feierte das Ehepaar Heddergott, gemeinsam mit den beiden Töchtern und drei Enkelkindern, Goldene Hochzeit.